# NGC 7615
NGC 7615 é uma galáxia espiral (Sb) localizada na direcção da constelação de Pegasus. Possui uma declinação de +08° 23' 58" e uma ascensão recta de 23 horas, 19 minutos e 54,4 segundos.
A galáxia NGC 7615 foi descoberta em 16 de Agosto de 1830 por John Herschel.